# Marco Beltrandi
Marco Beltrandi (Bologna, 18 aprile 1969) è un politico italiano.
Dirigente Radicale, è stato membro della Camera dei deputati dal 2006 al 2013.

## Biografia
Laureato in Scienze politiche, per molti anni ha ricoperto l'incarico di responsabile dell'informazione in seno alla direzione nazionale dei Radicali Italiani. In tale ruolo, su sollecitazione di Marco Pannella, ha studiato il sistema della comunicazione in Italia ed ha coordinato una larga produzione di dossier per supportare la teorizzazione pannelliana del Caso Italia, che si concretizzerebbe nella sistematica esclusione degli outsider dalla vita politica ad opera delle televisioni del duopolio Rai-Mediaset e dei giornali più importanti.
Dal 10 agosto 2005 al 2006 è membro dell'Ufficio di Presidenza del Partito Radicale Transnazionale.
Alle elezioni politiche del 2008 è uno dei nove candidati all'interno della delegazione Radicale nel PD; il 22 aprile 2008 è proclamato deputato per la XVI Legislatura, eletto nella circoscrizione Emilia-Romagna.
Membro della dirigenza del movimento Radicali Italiani, è anche sostenitore dell'associazione Articolo 21, Liberi di...
Nel corso degli anni ha rivolto la sua attenzione alla questione della Commissione di Vigilanza Rai.
Il 15 gennaio 2009, riprende l'occupazione della Commissione Vigilanza nel tentativo di restituirne legittimità.
Il 21 gennaio 2009, dopo 7 giorni d'occupazione dell'aula della Commissione, dichiara su Antonio Di Pietro:
Ora scopre l'illegalità? Questa, oltre che una farsa, è forse una autodenuncia, con chiamata di correo.»
(Comunicato di Marco Beltrandi su Radicali.it)
Il 9 febbraio 2010, consigliere in quota PD, diviene relatore della delibera alla Commissione di Vigilanza Rai che impegna la Rai ad attenersi alle regole della par condicio nei 30 giorni antecedenti alle elezioni regionali del 2010, ossia ad impostare i programmi d'approfondimento politico (come Porta a Porta, Annozero e Ballarò) come tribune politiche o confronti tra i candidati governatori e le liste.
I direttori di queste trasmissioni devono quindi decidere se conformarsi alle rigide regole della par condicio, oppure sospendere le trasmissioni (per far spazio alle tribune), oppure non occuparsi di politica.
Il provvedimento in questione ha suscitato molte proteste da parte di partiti di presenza fissa nelle suddette trasmissioni, come l'Italia Dei Valori ad Annozero di Michele Santoro o il Partito Democratico (ospite fisso a Ballarò).
Marco Beltrandi ha respinto le critiche in una conferenza stampa tenuta il 10 febbraio 2010 presso la Camera dei deputati, nella quale, tra le altre cose, ha dichiarato:
Le trasmissioni possono benissimo ospitare le tribune politiche, oppure possono adottare le regole delle tribune politiche, oppure occuparsi d'altro.
Leggo poi che si vorrebbe mettere il bavaglio ai talk show, o addirittura chiuderli. Invito chi lo scrive a citare articolo e comma del regolamento in cui ciò sarebbe previsto. Penso che costoro scambino le regole della par condicio dei dibattiti nei paesi anglosassoni e normali con un "bavaglio".»
(Conferenza stampa di Marco Beltrandi su RadioRadicale.it)
Nella stessa conferenza stampa, il segretario di Radicali Italiani Mario Staderini ha dichiarato relativamente alle polemiche sollevate da molti partiti di sinistra e conduttori tv che denunciavano il pericolo di "bavaglio" all'informazione:
(Intervento alla conferenza stampa di Marco Beltrandi su RadioRadicale.it)
Il 16 marzo 2011 Beltrandi vota in dissenso dal gruppo del PD (e in maniera diversa rispetto agli altri cinque radicali aderenti al gruppo) sulle mozioni presentate dall'opposizione, che miravano ad ottenere l'accorpamento in una sola tornata delle elezioni amministrative del 2011 e dei referendum previsti per lo stesso anno, allo scopo di risparmiare circa 400 milioni di euro di costi elettorali e di rendere maggiormente possibile il raggiungimento del quorum.
A giustificazione della propria scelta dichiara: "Ho votato in dissenso dal Pd perché sono contrario al quorum e perché penso che l'election day sia un sotterfugio per aggirare la legge"